# Општина Лебане
Општина Лебане је територијална јединица која се налази на југу Србије и припада Јабланичком управном округу. Средиште је градско насеље Лебане. Према подацима са последњег пописа 2022. године у општини је живело 18.119 становника (према попису из 2011. било је 22.000 становника).

## Географија
Општина Лебане се граничи на северу са општином Бојник, југу са општином Косовска Каменица, западу са општином Медвеђа и истоку са градом Лесковцем. Обухвата делове који припадају горњем делу слива Јабланице и Лесковачкој котлини. У рељефу се издвајају Лесковачка котлина и брдско-планински део. Као последица неуједначеног хидролошког режима лети река пресушује, па је позната као највећа сушица у Србији. Општину Лебане карактерише умереноконтинентална клима, са умерено хладним зимама и топлим и сувим летима. Јануар је са средњом температуром од -0,3 °C најхладнији, док је јул са 20 °C најтоплији месец у години. Средња годишња температура износи 10,2 °C. У зимским месецима је, због ниских температура, највећа релативна влажност ваздуха, док је најмања у августу. Просечна висина падавина у вегетацијском периоду је 349 мм. Најчешће дувају ветрови из северног правца, нарочито зими, а током пролећа је чест и топли јужни ветар који делује повољно на развој вегетације.

## Историја
На простору општине постојале су људске заједнице од праисторије. Лебане је основано 1878. године на реци Јабланици, поред истоименог села. До развоја насеља долази тек када је постало седиште Јабланичког среза. Било је познато по две тополе, обима око 10 метара, и три велика орахова дрвета која су расла код пешачког моста. У периоду између два светска рата Лебане је остало на нивоу сеоске варошице, са малим бројем становника. Године 1976. десила се катастрофална поплава у којој су изгубљена два живота, а материјална штета је била велика. Захваљујући финансијској помоћи, у Лебану долази до брже индустријализације и варош се брже развија.

## Царичин град
На 7 km од Лебана и 30 km југозападно од Лесковца, на благим падинама које се спуштају од планине Радан ка Лесковачкој котлини, налази се један од најзначајнијих археолошких локалитета у Србији, познат у народу као Царичин град. Импресивни остаци рановизантијског града, које највећи број истраживача идентификује са Јустинијаном Примом, задужбином једног од највећих византијских царев Јустинијана I. Истраживања су започета 1912. године, и изнета су на светлост дана четири прстена бедема, осам базилика, бројне јавне објекте, терме, централни трг, широке улице и портике, аквадукт, велику цистерну, водени торањ, развијену водоводну и канализациону мрежу, брану са језером, занатске пећи, као и мрежу фортификација у његовој непосредној близини. Урбана структура града представљала је мешавину хеленистичке традиције, римског наслеђа и рановизантијског поимања града. Ужи простор града, површине око 7,5 хектара, чине три архитектонске целине, брањене моћним каменим бедемима, грађеним техником opus mixtum: Акропољ, Горњи град и Доњи град. Ван града, на благим падинама, простире се широко подграђе, површине око 20 хектара, заштићено палисадом. Градском ареалу, припада и занатски центар, смештен у подножју града.
- Царичин град

## Насељена места
Општина Лебане има површину 337 km² и обухвата 39 насељена места.
| - Бачевина - Бошњаце - Бувце - Велико Војловце - Гегља - Голи Рид - Горње Врановце - Гргуровце - Доње Врановце - Дрводељ | - Ждеглово - Клајић - Коњино - Кривача - Лалиновац - Лебане - Липовица - Лугаре - Мало Војловце - Нова Топола | - Ново Село - Пертате - Петровац - Поповце - Пороштица - Прекопчелица - Радевце - Радиновац - Рафуна - Свињарица | - Секицол - Слишане - Тогочевце - Ћеновац - Цекавица - Шарце - Шилово - Штулац - Шумане |

## Демографија
Према попису становништва из 2022. године на територији општине Лебане је живело 18.119 становника. Општина је углавном насељена Србима који чине 85,4% становништва, затим следе Роми који чине 6,9% становништва. У верском погледу 15.756 становника је православне вероисповести, следе остали хришћани којих је 599, док за 1.184 становника није било познато које су вероисповести. Српски је матерњи језик 15.834 грађана, следи ромски који је матерњи 921 грађанина.
| Национални састав према попису из 2022.‍ | Национални састав према попису из 2022.‍ | Национални састав према попису из 2022.‍ | Национални састав према попису из 2022.‍ | Национални састав према попису из 2022.‍ |
| --------------------------------------- | --------------------------------------- | --------------------------------------- | --------------------------------------- | --------------------------------------- |
|                                         |                                         |                                         |                                         |                                         |
| Срби                                    | Срби                                    |                                         | 15.475                                  | 85,4%                                   |
| Роми                                    | Роми                                    |                                         | 1.247                                   | 6,9%                                    |
| непознато                               | непознато                               |                                         | 1.105                                   | 6,1%                                    |
| Укупно: 18.119                          |                                         |                                         |                                         |                                         |

| Верски састав према попису из 2022.‍ | Верски састав према попису из 2022.‍ | Верски састав према попису из 2022.‍ | Верски састав према попису из 2022.‍ | Верски састав према попису из 2022.‍ |
| ----------------------------------- | ----------------------------------- | ----------------------------------- | ----------------------------------- | ----------------------------------- |
|                                     |                                     |                                     |                                     |                                     |
| Православци                         | Православци                         |                                     | 15.756                              | 87%                                 |
| остали хришћани                     | остали хришћани                     |                                     | 599                                 | 3,3%                                |
| непознато                           | непознато                           |                                     | 1.184                               | 6,5%                                |
| Укупно: 18.119                      |                                     |                                     |                                     |                                     |

| Језички састав према попису из 2022.‍ | Језички састав према попису из 2022.‍ | Језички састав према попису из 2022.‍ | Језички састав према попису из 2022.‍ | Језички састав према попису из 2022.‍ |
| ------------------------------------ | ------------------------------------ | ------------------------------------ | ------------------------------------ | ------------------------------------ |
|                                      |                                      |                                      |                                      |                                      |
| Српски                               | Српски                               |                                      | 15.834                               | 87,4%                                |
| Ромски                               | Ромски                               |                                      | 921                                  | 5,1%                                 |
| непознато                            | непознато                            |                                      | 1.100                                | 6,1%                                 |
| Укупно: 18.119                       |                                      |                                      |                                      |                                      |

## Општинска власт
Председништво чине председник општине, заменик председника општине, председник скупштине општине, заменик председника скупштине општине и начелник општинске управе.
Општинско веће је извршни орган и њега чине председник општине, заменик председника општине, као и 11 чланова Општинског већа. Председник општине је председник Општинског већа. Општинско веће има следеће функције:
- предлаже Статут, буџет и друге одлуке и акте које доноси Скупштина
- непосредно извршава и стара се о извршавању одлука и других аката Скупштине општине
- доноси одлуку о привременом финансирању у случају да Скупштина општине не донесе буџет пре почетка фискалне године
- врши надзор над радом Општинске управе, поништава или укида акте Општинске управе који нису у сагласности са законом, Статутом и другим општим актом или одлуком које доноси Скупштина општине
- решава у управном поступку у другом степену о правима и обавезама грађана, предузећа и установа и других организација у управним стварима из надлежности општине
- стара се о извршавању поверених надлежности из оквира права и дужности Републике Србије
- поставља и разрешава начелника општинске управе
- образује радна тела за обављање послова из своје надлежности
- доноси Пословник о раду[10]

Општинска управа је посебан орган општине која је надлежна да припрема нацрте прописа и других аката које доноси скупштина општине, председник општине и општинско веће, извршава одлуке и друге акте скупштине, председника општине и општинског већа, решава у управном поступку у првом степену о правима и обавезама грађана, предузећа и установа и других организација у управним стварима из надлежности општине, врши управни надзор над извршавањем прописа и других општих аката скупштине, извршава законе и друге прописе чије је извршавање поверено општини и обавља стручне послове које утврди скупштина, председник општине и општинско веће. Акт о организацији општинске управе доноси скупштина општине, на предлог општинског већа, а општинском управом руководи начелник општинске управе. Начелник општинске управе се на основу јавног конкурса поставља на период од пет година. Начелник за свој рад и за рад управе одговара скупштини општине и општинском већу. Начелник, уз сагласност општинског већа, доноси акт о унутрашњем уређењу и систематизацији радних места у општинској управи.

## Галерија
- Црква Свете Мученице Параскеве у Бошњацу
- Црква преноса моштију Светог Николаја Мирликијског у Бошњацу
- Туристички инфо центар
- Дом културе „Радан”
- Спомен чесма
- Црква Усековања главе Светог Јована Крститеља
- Центар Лебана
- Зграда Поште
- Црква преноса моштију Светог Николаја Мирликијског у Прекопчелици